# Naissance en 1368
Naissance
- 1364
- 1365
- 1366
- 1367
- 1368
- 1369
- 1370
- 1371
- 1372

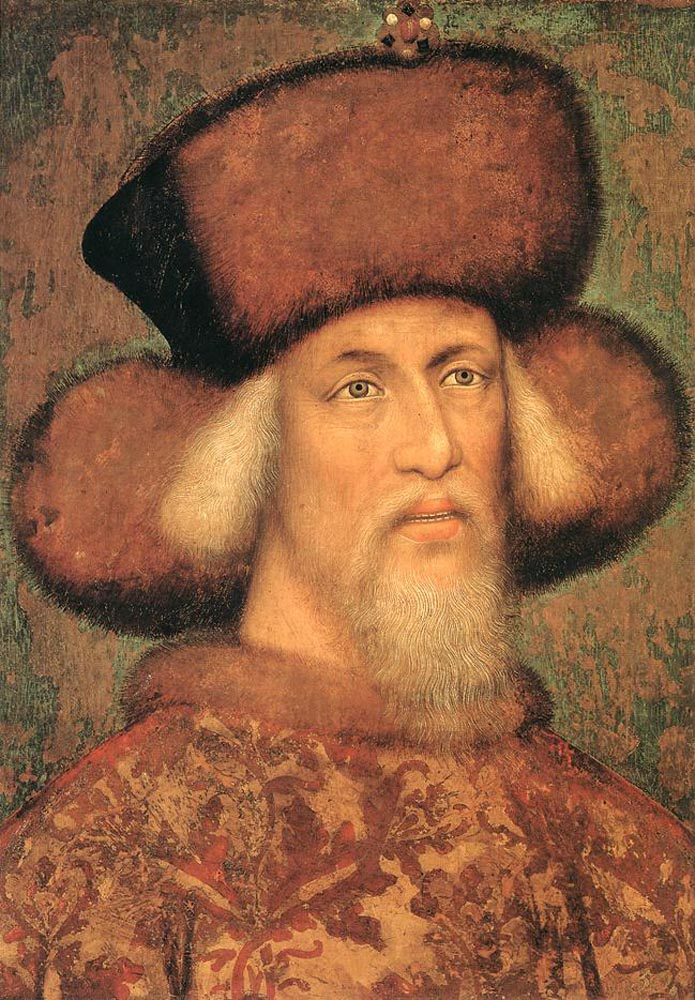
Sigismond de Luxembourg, né en 1368.

Cette page dresse une liste de personnalités nées au cours de l'année 1368  :
- février : Razadarit, futur roi d'Hanthawaddy[1].
- 14 février : Sigismond de Luxembourg, roi de Hongrie.
- 5 juin : Carlo I Malatesta, condottiere italien, seigneur de Rimini, Pesaro, Fano et Cesena.
- 3 décembre : Charles VI, futur roi de France.
- 22 décembre : Tarabya, troisième souverain du royaume d'Ava, en Haute-Birmanie.

- Braccio da Montone, ou Andrea Fortebracci, condottiere italien.
- Albert II de Bavière, corégent avec son père le duc Albert Ier de Bavière des comtés de Hollande, Hainaut et Zélande dans les Pays-Bas.
- Philippe Ier de Nassau-Weilburg, comte de Nassau-Weilburg et comte de Sarrebruck.
- Ferry Ier de Vaudémont, noble français de la Maison de Lorraine.
- Martin V, né Oddone Colonna, 206e pape.
- Razadarit, neuvième souverain du royaume d'Hanthawaddy, considéré comme un des plus grands rois de l'histoire de la Birmanie.

date incertaine (vers 1368)
- Louis VII de Bavière, duc de Bavière-Ingolstadt.

## Crédit d'auteurs
- Cet article est partiellement ou en totalité issu de l'article intitulé « 1368 » (voir la liste des auteurs).